# 浅田晴香
浅田 晴香（あさだ はるか、1982年4月26日 - ）は、日本の元タレント、女優。京都府出身。

## 人物・来歴
1986年3歳にして子供服ファッションブランド「SEEKERS AUTUM WINTER COLLECTION」にてモデルデビューその後、子供モデルとして、子供服ブランドファミリアモデルや、CMに出演。当初は大阪のイエローキャブウエストに所属し、浅田ハルカや浅田遥の芸名で活動していた。
大阪産業大学大学院工学研究科アントレプレナー専攻修了。大学院一年時にNBK関西ニュービジネス協議会主催の『学生ニュービジネス大賞』にて「ソーシャルプロデューサー賞」を受賞。この時期、電気自動車にて中国シルクロード（西安から敦煌）を走破。その当時の様子は、フジテレビニュースJAPANに特集され、インタビューも受けている。
特技はエンジン分解。自動車2級整備士の資格を持つ。

## 出演

### テレビ番組
- 関西テレビ「恋愛情報バラエティー・ウソか!?誠か!?」
- 毎日放送「美女100人」
- サンテレビ「爆連街道2」レギュラー
- テレビ神奈川「スロパチバトルX」レギュラー
- びわ湖放送「イエローナイトフィーバー」レギュラー
- テレビ大阪「爆感!グラビア帝国/X'masグラビアアイドル水泳大会」
- NHK「BS熱中夜話」（熱中ガール）
- NHK「暮らしまるごと半世紀」
- NHK「ABU未来への航海・熱帯サンゴ礁クイズ」（2009年3月20日）アシスタント
- NHK「ザ☆ネットスター」アシスタント
- ベガネット味岡 #55（2013/07/15、ニコジョッキー）ベガス味岡

### 映画・ドラマ
- 半次郎（監督・五十嵐匠）- 村田屋客 役
- 婚活サポーターガールズ（監督・祭文太郎）安斉あやか役
- 笑顔がいちばん（監督・坂下正尚）南はるか役
- 『ドラマW・造花の蜜』（2011年11月27日 - 12月18日、WOWOW）
- DMM.com・ドラマ「白薔薇嬢」（監督・祭文太郎）主演　藤崎陶子役
- 唐がらしのまち（監督・坂下正尚）南はるか役

### 舞台
- どん底2009（演出：かわさきひろゆき）
- ニャッポンのいちばん長い日 （演出：国沢☆実）主演
- CHORIO チョリ子（演出：ヨリコ ジュン）
- TIC-TAC（演出：ヨリコ ジュン）
- 悲しみの時効〜消せない心の涙〜（演出：西科仁）主演
- 「最初の晩餐」（演出：井坂聡）

## モデル活動
- 神戸Eコレクション・クリアモデルグランプリ
- 雑誌『Fine』
- 雑誌『S Cawaii!』
- 雑誌『cawaii』
- 大阪オートメッセ
- 名古屋ドリームカーショー
- 新聞グラビア
- スポニチピックアップアイドル図鑑